# Nicolaas Kuiper
Nicolaas Hendrik Kuiper (Rotterdam, 28 de junho de 1920 – Utrecht, 12 de dezembro de 1994) foi um matemático neerlandês.
Kuiper estudou de 1937 a 1941 na Universidade de Leiden, onde publicou em 1941 seu primeiro trabalho matemático. Obteve em 1946 um doutorado em geometria diferencial clássica em 1946, com a tese Untersuchungen über Liniengeometrie, orientado por Willem van der Woude na Universidade de Leiden. No final da década de 1940 e início da década de 1950 foi pesquisador convidado nos Estados Unidos na Universidade de Michigan, sob a supervisão de Raoul Bott (onde também encontrou Stephen Smale) e no Instituto de Estudos Avançados de Princeton (onde trabalhou junto com Shiing-Shen Chern).
Foi palestrante do Congresso Internacional de Matemáticos em Nice (1970).
Em 1990 foi eleito membro correspondente da Academia de Ciências de Göttingen.
Dentre seus doutorandos constam Eduard Looijenga e Floris Takens.